# آلیاژ زیرکونیوم
آلیاژهای زیرکونیوم محلول‌های جامد زیرکونیوم یا سایر فلزات هستند که یک زیرگروه رایج با علامت تجاری Zircaloy است. زیرکونیوم دارای سطح مقطع دمای نوترون، سختی بالا، شکل پذیری و مقاومت خوردگی در برابر خوردگی است. یکی از کاربردهای اصلی آلیاژهای زیرکونیوم در فناوری هسته ای به عنوان روکش میله‌های سوخت در راکتورهای هسته ای به ویژه واکنشگاه آب‌سبک است. ترکیب معمولی آلیاژهای زیرکونیوم درجه هسته ای بیش از ۹۵ درصد وزنی زیرکونیوم و کمتر از ۲ درصد قلع، نیوبیم، آهن، کروم، نیکل و سایر فلزات است که برای بهبود خواص مکانیکی و مقاومت در برابر خوردگی به آن اضافه می‌شود.
خنک‌سازی آب آلیاژهای زیرکونیوم راکتور، نیاز به مقاومت آن‌ها در برابر خوردگی گره‌ای مرتبط با اکسیداسیون را افزایش می‌دهد. علاوه بر این، واکنش اکسیداتیو زیرکونیوم با آب ، گاز هیدروژن آزاد می‌کند که تا حدی به آلیاژ پخش می‌شود و هیدریدهای زیرکونیوم را تشکیل می‌دهد. هیدریدها چگالی کمتری دارند و از نظر مکانیکی ضعیف تر از آلیاژ هستند. تشکیل آنها منجر به تاول زدن و ترک خوردن روکش می‌شود - پدیده ای که به نام تردی هیدروژنی شناخته می‌شود.

## تولید و خواص
زیرکونیوم غیرهسته ای تجاری معمولاً حاوی ۱ تا ۵ درصد هافنیوم است که سطح مقطع جذب نوترون آن ۶۰۰ برابر زیرکونیوم است؛ بنابراین برای کاربردهای مختلف در راکتور هسته‌ای، هافنیوم باید تقریباً به‌طور کامل حذف شود (به کمتر از ۰٫۰۲٪ آلیاژ کاهش یابد).
درجه‌های هسته ای آلیاژهای زیرکونیوم حاوی بیش از ۹۵ درصد Zr هستند و بنابراین بیشتر خواص آنها مشابه زیرکونیوم خالص است. سطح مقطع جذب برای نوترون‌های حرارتی ۰٫۱۸ بارن برای زیرکونیوم است که بسیار کمتر از فلزات معمولی مانند آهن (۲٫۴ بارن) و نیکل (۴٫۵ بارن) است. ترکیب و کاربردهای اصلی آلیاژهای معمولی درجه رآکتور در زیر خلاصه شده‌است. این آلیاژها حاوی کمتر از ۰٫۳٪ آهن و کروم و ۰٫۱–۰٫۱۴٪ اکسیژن هستند.
| آلیاژ      | Sn%     | Nb%     | فروشنده {{سخ}} (کشور)                             | مولفه                    | نوع راکتور      |
| ---------- | ------- | ------- | ------------------------------------------------- | ------------------------ | --------------- |
| زیرکالوی ۲ | ۱٫۲–۱٫۷ | –       | همه فروشندگان                                     | روکش فلزی، اجزای ساختاری | BWR، CANDU      |
| زیرکالوی ۴ | ۱٫۲–۱٫۷ | –       | همه فروشندگان                                     | روکش فلزی، اجزای ساختاری | BWR، PWR، CANDU |
| ZIRLO      | ۰٫۷–۱   | ۱       | وستینگهاوس                                        | روکش                     | BWR, PWR        |
| اسفنج Zr   | –       | –       | ژاپن و روسیه                                      | روکش                     | BWR             |
| ZrSn       | ۰٫۲۵    | –       | وستینگهاوس                                        | روکش                     | BWR             |
| Zr2.5Nb    | –       | ۲٫۴–۲٫۸ | Fabrica de Aleaciones Especiales (FAE) (آرژانتین) | لوله فشار                | کاندو           |
| E110       | –       | ۰٫۹–۱٫۱ | روسیه                                             | روکش                     | VVER            |
| E125       | –       | ۲٫۵     | روسیه                                             | لوله فشار                | RBMK            |
| E635       | ۰٫۸–۱٫۳ | ۰٫۸–۱   | روسیه                                             | اجزای سازه ای            | VVER            |
| M5         | –       | ۰٫۸–۱٫۲ | آروا                                              | روکش فلزی، اجزای ساختاری | PWR             |

* ZIRLO مخفف zirconium low oxidation است.

## ریزساختار

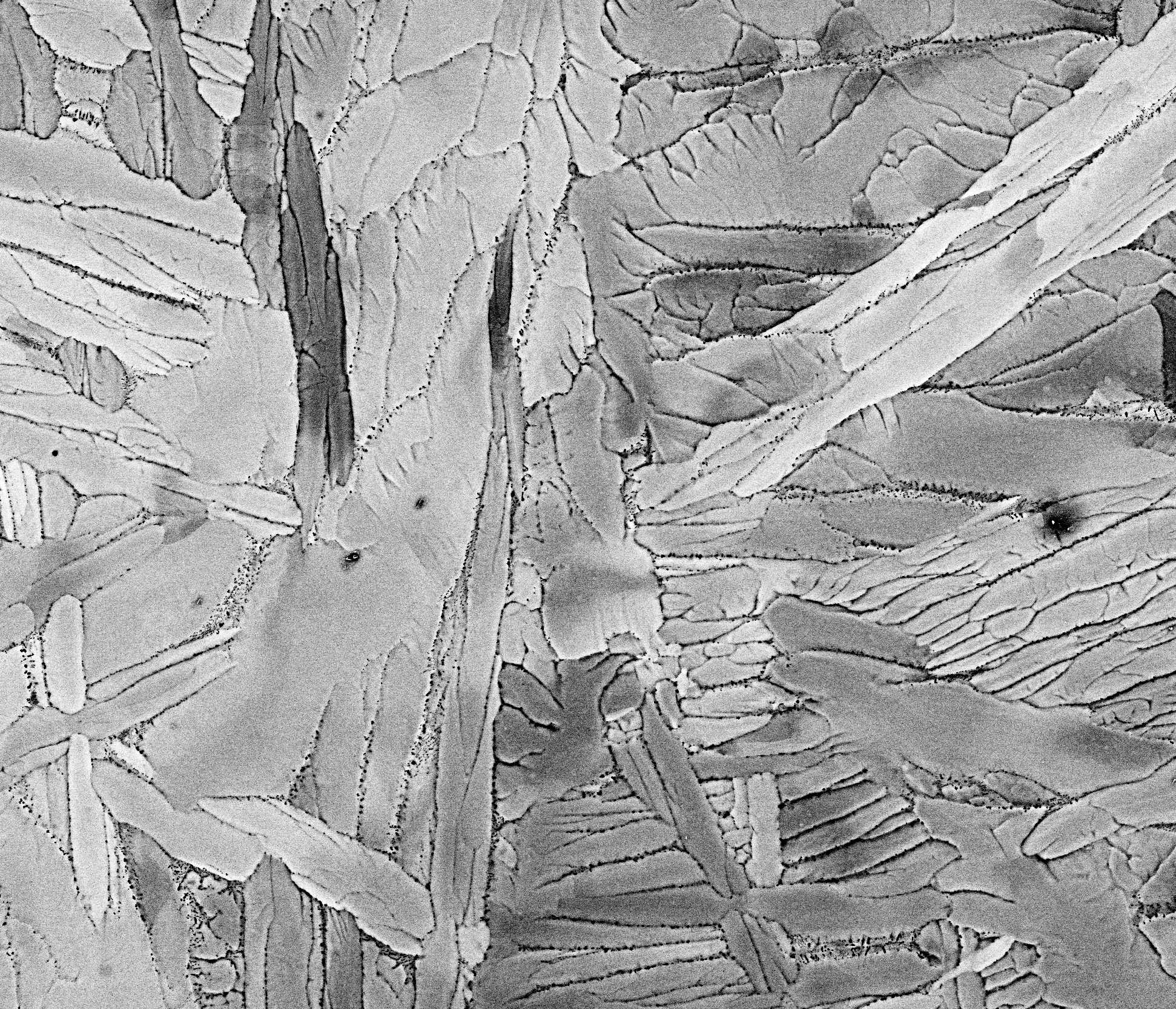
میکروگراف الکترونی روبشی که ریزساختار Zircaloy-4 را نشان می‌دهد.

در دماهای کمتر از ۱۱۰۰ کلوین، آلیاژهای زیرکونیوم به دستگاه بلوری شش‌گوشه (HCP) تعلق دارند. ریزساختار آن که با حمله شیمیایی آشکار شد، دانه‌های سوزنی‌مانندی را نشان می‌دهد که نمونه‌ای از  الگوی ویدمن‌اشتاتن است. پس از بازپخت زیر دمای انتقال فاز (α-Zr به β-Zr) دانه‌ها با اندازه‌های متفاوت از ۳ تا ۵ میکرومتر تشکیل می‌شوند.

## توسعه
Zircaloy 1 به دلیل ترکیبی از استحکام، سطح مقطع نوترون کم و مقاومت در برابر خوردگی به عنوان جایگزینی برای بسته‌های لوله موجود در راکتورهای زیردریایی در دهه ۱۹۵۰ توسعه یافت. Zircaloy-2 به‌طور ناخواسته با ذوب Zircaloy-1 در بوته ای که قبلاً برای فولاد ضدزنگ استفاده می‌شد، ساخته شد. آلیاژهای جدیدتر بدون نیکل هستند، از جمله Zircaloy-4، ZIRLO و M5 (با ۱٪ نیوبیم).

## اکسیداسیون آلیاژ زیرکونیوم
آلیاژهای زیرکونیوم به راحتی با اکسیژن واکنش می‌دهند و یک لایه غیرفعال نازک نانومتری را تشکیل می‌دهند. مقاومت به خوردگی آلیاژها ممکن است در صورت وجود برخی ناخالصی‌ها (به عنوان مثال بیش از 40 ppm کربن یا بیش از 300 ppm نیتروژن) به‌طور قابل توجهی کاهش یابد. مقاومت در برابر خوردگی آلیاژهای زیرکونیوم با توسعه عمدی لایه غیرفعال ضخیم‌تر اکسید زیرکونیوم براق افزایش می‌یابد. همچنین ممکن است از پوشش‌های نیترید استفاده شود.
در حالی که هیچ اتفاق نظری در مورد اینکه آیا زیرکونیوم و آلیاژ زیرکونیوم دارای سرعت اکسیداسیون یکسانی هستند وجود ندارد، زیرکالوی ۲ و ۴ از این نظر بسیار مشابه رفتار می‌کنند. اکسیداسیون با سرعت یکسان در هوا یا در آب اتفاق می‌افتد و در شرایط محیطی یا در خلاء زیاد ادامه می‌یابد. یک لایه نازک زیر میکرومتری از دی‌اکسید زیرکونیوم به سرعت در سطح تشکیل می‌شود و انتشار بیشتر اکسیژن به قسمت عمده و اکسیداسیون بعدی را متوقف می‌کند. وابستگی نرخ اکسیداسیون R به دما و فشار را می‌توان به صورت زیر بیان کرد.
R = ۱۳٫۹·P 1/6 ·exp(-1.47/k B T)
نرخ اکسیداسیون R در اینجا بر حسب گرم/(cm 2 · ثانیه) بیان می‌شود. P فشار در اتمسفر است، که ضریب P 1/6 = ۱ در فشار محیط است. انرژی فعال سازی ۱٫۴۷ eV است. K B ثابت بولتزمن است (8.617 ‎×۱۰-۵ ولت / K) و T دمای مطلق در کلوین است.
بنابر این میزان اکسیداسیون R، ده به قوه منفی ۲۰ گرم بر متر مربع سطح بر ثانیه در ۰ درجه سانتی‌گراد، شش در ده به قوه منفی هشت (همان واحد) در سی‌صد درجه سانتی گراد، ۵٫۴ میلی‌گرم بر متر مربع. ثانیه در ۷۰۰ درجه سانتی‌گراد و سی‌صد میلی‌گرم بر مترمربع. ثانیه در ۱۰۰۰ درجه سلسیوس است. از آنجا که هیچ آستاه مشخصی برای اکسیداسیون وجود ندارد، در مقیاس ماکروسکوپی در دماهای چندصد درجه قابل توجه می‌شود.

## اکسیداسیون زیرکونیوم توسط بخار

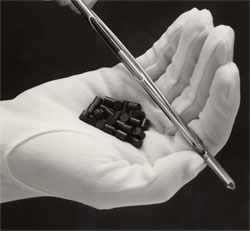
گلوله سوختی هسته ای و میله سوخت

یکی از معایب زیرکونیوم فلزی این است که در صورت از دست دادن تصادفی مایع خنک‌کننده در یک راکتور هسته ای، روکش زیرکونیوم به سرعت با بخار آب در دمای بالای ۱٬۵۰۰ کلوین (۱٬۲۳۰ درجه سلسیوس). اکسیداسیون زیرکونیوم توسط آب با آزاد شدن گاز هیدروژن همراه است. این اکسیداسیون در دماهای بالا تسریع می‌شود، به عنوان مثال در داخل یک هسته راکتور اگر مجموعه‌های سوخت دیگر به‌طور کامل توسط آب مایع پوشیده نشده و به اندازه کافی خنک نشده باشند. سپس زیرکونیوم فلزی توسط پروتون‌های آب اکسید می‌شود تا گاز هیدروژن را مطابق واکنش ردوکس زیر تشکیل دهد:
Zr + 2 H 2 O → ZrO 2 + 2 H 2
روکش زیرکونیوم در حضور اکسید دوتریوم که اغلب به عنوان تعدیل کننده و خنک‌کننده در راکتورهای آب سنگین تحت فشارنسل بعدی استفاده می‌شود که راکتورهای هسته ای طراحی شده توسط CANDU از آن استفاده می‌کنند، اکسیداسیون مشابهی را در مواجهه با بخار اکسید دوتریوم به شرح زیر بیان می‌کنند:
Zr + 2 D 2 O → ZrO 2 + 2 D 2
این واکنش گرمازا، اگرچه فقط در دمای بالا رخ می‌دهد، شبیه واکنش فلزات قلیایی (مانند سدیم یا پتاسیم) با آب است. همچنین شباهت زیادی به اکسیداسیون بی هوازی آهن توسط آب دارد (واکنشی که آنتوان لاووازیه در دمای بالا برای تولید هیدروژن برای آزمایشات خود استفاده کرد).
این واکنش مسئول یک حادثه کوچک انفجار هیدروژنی بود که برای اولین بار در داخل ساختمان راکتور ایستگاه تولید هسته ای Three Mile Island در سال ۱۹۷۹ مشاهده شد که به ساختمان مهار آسیبی وارد نکرد. این واکنش مشابه در راکتورهای آب جوش ۱، ۲ و ۳ نیروگاه هسته‌ای فوکوشیما دایچی (ژاپن) پس از قطع شدن خنک‌کننده راکتور در اثر زلزله و حوادث سونامی مرتبط در طول فاجعه ۱۱ مارس ۲۰۱۱ رخ داد که منجر به فاجعه هسته‌ای فوکوشیما دایچی شد.. گاز هیدروژن به سالن‌های نگهداری راکتور تخلیه شد و مخلوط انفجاری هیدروژن با اکسیژن هوا منفجر شد. این انفجارها به ساختمان‌های خارجی و حداقل یک ساختمان مهار آسیب جدی وارد کرد. همچنین این واکنش در طول حادثه چرنوبیل رخ داد، زمانی که بخار از راکتور شروع به فرار کرد. بسیاری از ساختمان‌های مهار راکتور خنک‌شونده با آب دارای واحدهای نوترکیب خودکار غیرفعال مبتنی بر کاتالیزور هستند که برای تبدیل سریع هیدروژن و اکسیژن به آب در دمای اتاق قبل از رسیدن به حد مجاز انفجار نصب شده‌اند.

## تشکیل هیدریدها و شکنندگی هیدروژنی

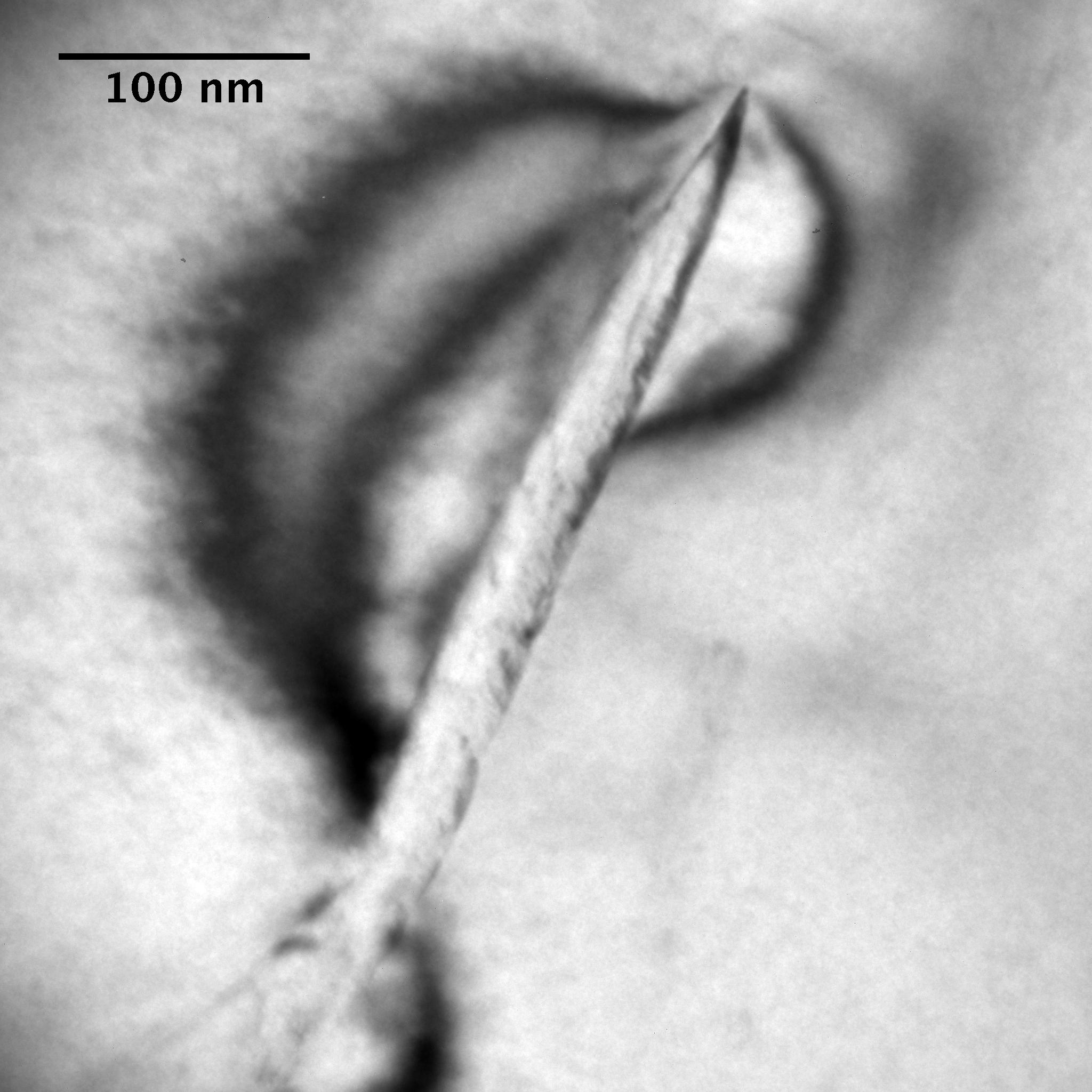
میکروسکوپ الکترونی انتقال میدان روشن (BF-TEM) از یک هیدرید زیرکونیوم در ریزساختار Zircaloy-4.

همچنین، ۵ الی ۲۰ درصد هیدروژن در روکش آلیاژ زیرکونیوم پخش می‌شود و هیدریدهای زیرکونیوم را تشکیل می‌دهد. فرایند تولید هیدروژن همچنین به‌طور مکانیکی روکش میله‌ها را ضعیف می‌کند زیرا هیدریدها شکل‌پذیری و چگالی کمتری نسبت به زیرکونیوم یا آلیاژهای آن دارند و بنابراین تاول‌ها و ترک‌ها با تجمع هیدروژن ایجاد می‌شوند. این فرایند به عنوان شکنندگی هیدروژنی نیز شناخته می‌شود. گزارش شده‌است که غلظت هیدروژن در هیدریدها به محل هسته‌زایی رسوبات نیز بستگی دارد.
در صورت از دست دادن تصادفی مایع خنک‌کننده (LOCA) در یک راکتور هسته ای آسیب دیده، شکنندگی هیدروژن باعث تسریع تخریب روکش آلیاژ زیرکونیوم میله‌های سوخت در معرض بخار با دمای بالا می‌شود.

## کاربردها

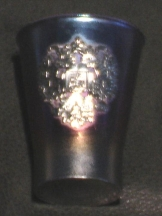
این «شیشه» شات روسی از آلیاژ زیرکونیوم ساخته شده‌است.

آلیاژهای زیرکونیوم مقاوم در برابر خوردگی و زیست سازگار هستند و بنابراین می‌توان از آنها برای ایمپلنت‌های بدن استفاده کرد. در یک کاربرد خاص، یک آلیاژ Zr-2.5Nb به یک ایمپلنت زانو یا لگن تبدیل می‌شود و سپس اکسید می‌شود تا یک سطح سرامیکی سخت برای استفاده در تحمل یک جزء پلی اتیلن تولید کند. این ماده آلیاژی زیرکونیوم اکسید شده، خواص سطحی مفید سرامیک (کاهش اصطکاک و افزایش مقاومت در برابر سایش) را فراهم می‌کند، در حالی که خواص حجیم مفید فلز زیرین (قابلیت ساخت، چقرمگی شکست و شکل‌پذیری) را حفظ می‌کند و راه حل خوبی برای موارد کاربردی این ایمپلنت‌های پزشکی ارائه می‌کند.
کاهش تقاضای زیرکونیوم در روسیه به دلیل غیرنظامی سازی هسته ای پس از پایان جنگ سرد منجر به تولید عجیب و غریب اقلام زیرکونیوم خانگی مانند شیشه شات ودکا شد که در تصویر نشان داده شده‌است.

## همچنین ببینید
- نتایج جستجوی کتاب گوگل برای کنفرانس اختصاصی با نام زیرکونیوم در صنعت هسته ای
- ساخت نیروگاه‌های هسته ای فوکوشیما
- راکتور
- اکسید زیرکونیوم
- ایمپلنت (درون کاشت)